# Communauté de communes Arc Sud Bretagne
Die Communauté de communes Arc Sud Bretagne ist ein französischer Gemeindeverband mit der Rechtsform einer Communauté de communes im Département Morbihan in der Region Bretagne. Sie hat ihren Verwaltungssitz im Ort Muzillac und umfasst 12 Gemeinden.

## Gründung
Als Nachfolgeorganisation der Gemeindeverbände Communauté de communes du Pays de Muzillac und Communauté de communes du Pays de La Roche-Bernard entstand sie am 1. Januar 2011 durch Fusion dieser beiden Körperschaften.

## Mitgliedsgemeinden
| Gemeinde                                | Einwohner 1. Januar 2022 | Fläche km² | Dichte Einw./km² | Code INSEE | Postleitzahl |
| --------------------------------------- | ------------------------ | ---------- | ---------------- | ---------- | ------------ |
| Ambon                                   | 2.091                    | 38,04      | 55               | 56002      | 56190        |
| Arzal                                   | 1.794                    | 23,44      | 77               | 56004      | 56190        |
| Billiers                                | 1.056                    | 5,87       | 180              | 56018      | 56190        |
| Damgan                                  | 1.930                    | 10,16      | 190              | 56052      | 56750        |
| La Roche-Bernard                        | 720                      | 0,43       | 1.674            | 56195      | 56130        |
| Le Guerno                               | 975                      | 9,75       | 100              | 56077      | 56190        |
| Marzan                                  | 2.611                    | 33,84      | 77               | 56126      | 56130        |
| Muzillac                                | 5.022                    | 39,50      | 127              | 56143      | 56190        |
| Nivillac                                | 4.874                    | 55,48      | 88               | 56147      | 56130        |
| Noyal-Muzillac                          | 2.548                    | 48,89      | 52               | 56149      | 56190        |
| Péaule                                  | 2.856                    | 39,25      | 73               | 56153      | 56130        |
| Saint-Dolay                             | 2.636                    | 48,26      | 55               | 56212      | 56130        |
| Communauté de communes Arc Sud Bretagne | 29.113                   | 352,91     | 82               | –          | –            |